# Thủ Dầu Một (tỉnh)

Bản đồ hạt Thủ Dầu Một năm 1890

Thủ Dầu Một là một tỉnh cũ ở miền Đông Nam Bộ Việt Nam.

## Lịch sử
Tỉnh Thủ Dầu Một được thành lập tháng 1 năm 1898 trên cơ sở hạt tham biện Thủ Dầu Một tách ra từ tỉnh Biên Hòa cũ.
Tháng 3 năm 1951 đến tháng 6 năm 1954 và từ tháng 3 năm 1958 đến tháng 12 năm 1960, chính quyền Việt Nam Dân chủ Cộng hòa sáp nhập tỉnh Thủ Dầu Một với tỉnh Biên Hòa mới thành tỉnh Thủ Biên. Tuy nhiên, chính quyền Quốc gia Việt Nam vẫn giữ theo phân chia hành chính cũ.
Tháng 9 năm 1956, chính quyền Việt Nam Cộng hòa chia Thủ Dầu Một thành các tỉnh Bình Dương, Bình Long và Phước Long (có thêm phần đất của tỉnh Biên Hòa).
Tuy nhiên chính quyền Việt Nam Dân chủ Cộng hòa vẫn duy trì tên gọi tỉnh Thủ Dầu Một như cũ. Năm 1956, chính quyền cách mạng chia tỉnh Thủ Dầu Một thành 2 tỉnh Thủ Dầu Một và Bình Long. Địa giới tỉnh Thủ Dầu Một lúc này gần tương ứng với tỉnh Bình Dương của chính quyền Việt Nam Cộng hòa. Cho đến năm 1976, tỉnh Thủ Dầu Một bao gồm thêm một số huyện như Dĩ An, Tân Uyên, Phú Giáo vốn thuộc tỉnh Biên Hòa trước đây.
Từ năm 1976, tỉnh Thủ Dầu Một hợp nhất với tỉnh Bình Phước (Bình Long và Phước Long) và 3 xã An Bình, Bình An, Đông Hòa thuộc huyện Thủ Đức thành tỉnh Sông Bé, tỉnh lỵ đặt tại thị xã Thủ Dầu Một. Từ ngày 6 tháng 11 năm 1996, tỉnh Sông Bé được chia lại thành hai tỉnh: Bình Dương và Bình Phước. Trong đó, tỉnh Bình Dương có địa giới trùng với tỉnh Thủ Dầu Một trước đây.
Hiện nay, địa danh "Thủ Dầu Một" chỉ còn được dùng để chỉ thành phố Thủ Dầu Một, đơn vị hành chính cấp huyện trực thuộc tỉnh Bình Dương và là tỉnh lỵ của tỉnh Bình Dương.

## Phân chia hành chính

### Năm 1897
Toàn tỉnh Thủ Dầu Một được chia thành 12 tổng:
- Tổng Bình Chánh có 13 làng: An Thạnh, Bình Đáng, Bình Đức, Bình Giao, Bình Nhâm, Bình Sơn, Bình Thuận, Hòa Thạnh, Hưng Định, Phú Hội, Phú Long, Tân Thới, Vĩnh Bình
- Tổng Bình Điền có 16 làng: An Nghiệp, Bình Điềm, Chánh An, Chánh Long, Chánh Thiện, Phú Cường, Phú Hữu, Phú Lợi, Phú Thọ, Phú Nhuận, Phú Văn, Tân Long, Tân Bình, Tân Phước, Vĩnh Phước, Vĩnh Trường
- Tổng Bình Thiện có 10 làng: An Mỹ, Bình Chuẩn, Tân Hội, Hóa Nhựt, Khánh Vân, Phước Lộc, Tân An, Tuy An, Tân Khánh, Vĩnh Phú
- Tổng Bình Thổ có 13 làng: An Định, An Hòa, An Lợi, An Phú, Cầu Dinh, Định Phước, Hòa Mỹ, Phú Trung, Tương An, Tương Bình, Tương Hiệp, Tương Hòa, Vĩnh Xương
- Tổng Bình Hưng có 13 làng: An Phước, Chánh Lưu, Hòa Thuận, Long Bình, Long Chiểu, Long Hưng, Lai Khê, Lệ Nguyên, Lai Uyên, Mỹ Thạnh, Ngãi Khê, Phú Hưng, Thạnh Hòa
- Tổng Bình Thạnh Thượng có 12 làng: An Sơn, An Thành Tây, An Thuận, An Thành, Định Thành, Kiến An, Kiến Điền, Phú Thứ, Phú Thuận, Thanh Điền, Thanh An, Thanh Trì
- Tổng Minh Ngãi có 8 làng: An Lộc, Bình Minh, Bình Phú, Bình Quới, Bình Tây, Cà La Hơn, Phú Lổ, Phú Miêng
- Tổng Cửu An có 2 làng: Võ Dực, Võ Tùng
- Tổng Quản Lợi có 10 làng: Đông Phát, Đồng Tựu, Hớn Quản, Lâm Trang, Lịch Lộc, Lôi Sơn, Lộc Khê, Lương Mã, Văn Hiên, Xa Trạch
- Tổng Thành Yên có 5 làng: Nha Bích, Nha Uôi, Vật Tuốt, Viết Tôn, Xa Bem
- Tổng Lộc Ninh có 8 làng: Mỹ Lộc, Lộc Ninh, Lộc Hưng, Thái Bình, Gia Lộc, Mỹ Thạnh, Xa Can, Bào Núi
- Tổng Phước Lễ có 9 làng: Bình Thành, Xa Prum, Xa Pech, Xa Dập, Xa Seck, Xa Diụp, Xa Cay, Xa Cuôt, Xa Bréat.

### Năm 1939
Tỉnh Thủ Dầu Một được chia thành 3 quận:
1. Quận Châu Thành có 6 tổng với 41 làng:
- Tổng Bình Chánh có 9 làng: An Thạnh, An Sơn, Hưng Định, Bình Nhâm, Bình Hòa, Vĩnh Phú, Thuận Giao, Phú Long, Tân Thới
- Tổng Bình Điền có 8 làng: Phú Cường, Phú Hữu, An Mỹ, Chánh Hiệp, Phú Hòa, Phú Chánh, Vĩnh Tân, Tân Bình
- Tổng Bình Phú có 5 làng: Hòa Lợi, Tân Định, Định Hòa, Tân An, Tương Bình Hiệp
- Tổng Bình Thiện có 5 làng: Tân Phước Khánh, An Phú, Tân Hòa Khánh, Bình Chuẩn, Vĩnh Trường
- Tổng Bình Hưng có 7 làng: Mỹ Phước, Thới Hòa, An Long, Lai Uyên, Lai Hưng, Long Nguyên, Chánh Phú Hòa
- Tổng Bình Thạnh Thượng có 7 làng: Phú An, An Tây, Định Thành, An Điền, Kiến An, Thanh An, Thanh Tuyền.

2. Quận Hớn Quản có 6 tổng với 36 làng:
- Tổng Tân Minh có 4 làng: Tân Lập Phú, Tân Khai, Tân Thành, Minh Thạnh
- Tổng Cửu An có 2 làng: Võ Đức, Võ Tùng
- Tổng Quản Lợi có 9 làng: Đông Pháp, Đông Hựu, Hớn Quản, Lịch Lộc, Lâm Trang, Lộc Khê, Lương Ma, Vân Kiên, Xã Trạch
- Tổng Minh Ngãi có 12 làng: An Lộc, Bình Ninh, Bình Quới, Bình Phú, Bình Tây, Đăng Xá, Kalahon, Lương Vo, Phú Miêng, Sơn Đước, Sơn Lê, Trà Thanh
- Tổng Thạnh An có 3 làng: Bình Thạnh, Phước Đông, Phước Hòa
- Tổng Lộc Ninh có 6 làng: Lộc Ninh, Lộc Hưng, Mỹ Khánh, Mỹ Lộc, Phước Lộc, Tân Lộc

3. Quận Bù Đốp có 1 tổng Phước Lễ với 6 làng: Bình Thạnh, Phước Đông, Phước Hòa, Phước Lộc, Thạnh An, Xornuk.